# Apapátaro
Apapátaro är en ort i Mexiko.   Den ligger i kommunen Huimilpan och delstaten Querétaro Arteaga, i den centrala delen av landet, 170 km nordväst om huvudstaden Mexico City. Apapátaro ligger 1 967 meter över havet och antalet invånare är 1 114.
Terrängen runt Apapátaro är kuperad åt nordost, men åt sydväst är den platt. Apapátaro ligger nere i en dal. Runt Apapátaro är det ganska tätbefolkat, med 104 invånare per kvadratkilometer. Närmaste större samhälle är Santiago de Querétaro, 13,5 km norr om Apapátaro. Omgivningarna runt Apapátaro är en mosaik av jordbruksmark och naturlig växtlighet.